# Oklahoma City Barons
Die Oklahoma City Barons waren ein US-amerikanisches Eishockeyfranchise aus Oklahoma City, Oklahoma. Es spielte von 2010 bis 2015 in der American Hockey League.

## Geschichte
Das NHL-Franchise der Edmonton Oilers gab im Februar 2010 bekannt, dass es die Lizenz für sein Farmteam, die Edmonton Road Runners aus der American Hockey League, nach fünfjähriger Inaktivität wieder aufnimmt. Dieses wurde nach Oklahoma City, Oklahoma, umgesiedelt, wo es seit der Saison 2010/11 am Spielbetrieb der AHL unter dem Namen Oklahoma City Barons teilnimmt. Der Teamname wurde von den Fans in einem Wettbewerb selbst ausgewählt. In Oklahoma füllte man die Lücke, die die finanziell bedingte Auflösung des CHL-Teams Oklahoma City Blazers 2009 hinterließ. Grund hierfür war die für ein CHL-Team zu hohe Miete im Ford Center. Um dieses Problem zu umgehen, wählten die Edmonton Oilers das modernisierte Cox Convention Center als Heimspielstätte aus.
Bereits im Dezember 2014 verkündeten die Oklahoma City Barons, ihren Spielbetrieb zum Ende der Saison 2014/15 einzustellen. Im Januar 2015 gab die American Hockey League dann eine umfangreiche Umstrukturierung zur Saison 2015/16 bekannt, in deren Rahmen eine neue Pacific Division gegründet wurde und fünf Teams nach Kalifornien übersiedelten. Dies betraf auch die Oklahoma City Barons, die fortan als Bakersfield Condors firmieren. Das gleichnamige ECHL-Franchise wurde dabei in Norfolk Admirals umbenannt.

## Saisonstatistik
Abkürzungen: GP = Spiele, W = Siege, L = Niederlagen, OTL = Niederlagen nach Overtime SOL = Niederlagen nach Shootout, Pts = Punkte, GF = Erzielte Tore, GA = Gegentore, PIM = Strafminuten
| Saison  | GP  | W   | L   | OTL | SOL | Pts | GF   | GA   | Platz     | Playoffs |
| 2010/11 | 80  | 40  | 29  | 2   | 9   | 91  | 245  | 234  | 5., West  | Niederlage im Division-Halbfinale, 2:4 (Hamilton)                                                                                               |
| 2011/12 | 76  | 45  | 22  | 4   | 5   | 99  | 213  | 176  | 1., West  | Sieg im Conference-Viertelfinale, 3:1 (Houston) Sieg im Conference-Halbfinale, 4:1 (San Antonio) Niederlage im Conference-Finale, 1:4 (Toronto) |
| 2012/13 | 76  | 40  | 25  | 2   | 9   | 91  | 240  | 228  | 3., South | Sieg im Conference-Viertelfinale, 3:2 (Charlotte) Sieg im Conference-Halbfinale, 4:2 (Toronto) Niederlage im Conference-Finale, 3:4 (Griffins)  |
| 2013/14 | 76  | 36  | 29  | 2   | 9   | 93  | 239  | 256  | 3., West  | Niederlage im Conference-Viertelfinale, 0:3 (Stars)                                                                                             |
| 2014/15 | 76  | 41  | 27  | 5   | 3   | 90  | 224  | 212  | 3., West  | Sieg im Conference-Viertelfinale, 3:0 (San Antonio) Niederlage im Conference-Halbfinale, 3:4 (Utica)                                            |
| Gesamt  | 384 | 202 | 132 | 15  | 35  | 464 | 1141 | 1106 |           | 5 Playoff-Teilnahmen 10 Serien: 5 Siege, 5 Niederlagen 51 Spiele: 26 Siege, 25 Niederlagen                                                      |

## Vereinsrekorde

### Karriere
|                           | Name            | Anzahl |
| Meiste Spiele             | Curtis Hamilton | 208    |
| Meiste Tore               | Mark Arcobello  | 60     |
| Meiste Vorlagen           | Mark Arcobello  | 101    |
| Meiste Punkte             | Mark Arcobello  | 161    |
| Meiste Strafminuten       | Alex Plante     | 336    |
| Meiste Siege als Torhüter | Yann Danis      | 52     |
| Meiste Shutouts           | Yann Danis      | 7      |